# Partit dels Treballadors i Camperols del Nepal
El Partit dels Treballadors i Camperols del Nepal (Nepal Workers Peasants Party) fou un partit comunista del Nepal.
Es va fundar el 1976 per Narayan Man Bijukchhe àlies camarada Rohit, amb centre principal a Bhaktapur i es va dir Organització de Treballadors i Camperols del Nepal.
El 1981 es va dividir en dos faccions: la de Rohit (que va agafar el nom de Partit) i la de Hareram Sharma que va continuar com Organització de Treballadors i Camperols del Nepal.
Reunificades les dos faccions sota el nom de Partit dels Treballadors i Camperols del Nepal,, va participar en les eleccions de 1991 sense èxit.
El 1992 es va aliar al Samyukta Jana Morcha, al Partit Comunista del Nepal (Marxista-Leninista-Maoista) o Communist Party of Nepal (Marxist-Leninist-Maoist), al Partit Comunista del Nepal i a la Lliga Comunista del Nepal (Nepal Communist League).
Organitzacions de masses:
- Nepal Revolutionary Youths' Union
- Nepal Revolutionary Students' Union
- Nepal Revolutionary Women's Union
- Nepal Revolutionary Teachers' Union
- Nepal Revolutionary Peasants' Union